# Bochali
Bochali  este un oraș în Grecia în prefectura Zakynthos.